# Ronde van Spanje 2010/Achttiende etappe
De achttiende etappe van de Ronde van Spanje 2010 werd verreden op 16 september 2010. Het was een vlakke rit over 153 km van Valladolid naar Salamanca.

## Verslag
In deze echte sprintersetappe reden er acht renners op kop: de Belg Olivier Kaisen, de Duitser Dominik Roels, de Italiaan Daniele Pietropolli, de Fransman Alexandre Pichot en de Spanjaarden José Alberto Benitez, Juan Javier Estrada, José Toribio Alcolea en Pablo Urtasun. Op 10 km van de streep werden de acht gegrepen, en in de straten van Salamanca kwam het tot de verwachte spurt, die lichtjes bergop liep. Groene trui Mark Cavendish, die al 2 etappes en de ploegentijdrit op zijn naam schreef, was weer de snelste van het pak, voor Juan José Haedo en Manuel Cardoso. Hij verstevigde zo zijn leidersplaats in het puntenklassement, en won zo zijn 25e etappe in een Grote Ronde. De andere klassementen bleven ongewijzigd.

## Uitslagen
| Plaats  | Naam                | Ploeg                   | Tijd     |
| ------- | ------------------- | ----------------------- | -------- |
| Winnaar | Mark Cavendish      | Team HTC-Columbia       | 3u27'11" |
| 2       | Juan José Haedo     | Team Saxo Bank          | z.t.     |
| 3       | Manuel Cardoso      | Footon-Servetto-Fuji    | z.t.     |
| 4       | Tyler Farrar        | Team Garmin-Transitions | z.t.     |
| 5       | Samuel Dumoulin     | Cofidis                 | z.t.     |
| 6       | Robert Förster      | Team Milram             | z.t.     |
| 7       | Enrique Mata        | Footon-Servetto-Fuji    | z.t.     |
| 8       | Greg Van Avermaet   | Omega Pharma-Lotto      | z.t.     |
| 9       | Wouter Weylandt     | Quick-Step              | z.t.     |
| 10      | Danilo Hondo        | Lampre-Farnese Vini     | z.t.     |
|         |                     |                         |          |
| 22      | Sebastian Langeveld | Rabobank                | + 0'05"  |

| Plaats    | Naam              | Ploeg                   | Tijd       |
| --------- | ----------------- | ----------------------- | ---------- |
| Rode trui | Vincenzo Nibali   | Liquigas                | 74u47'06"  |
| 2         | Ezequiel Mosquera | Xacobeo-Galicia         | + 0'38"    |
| 3         | Peter Velits      | Team HTC-Columbia       | + 1'59"    |
| 4         | Fränk Schleck     | Team Saxo Bank          | + 3'43"    |
| 5         | Joaquim Rodríguez | Katjoesja               | + 3'48"    |
| 6         | Xavier Tondó      | Cervélo                 | + 3'48"    |
| 7         | Tom Danielson     | Team Garmin-Transitions | + 3'58"    |
| 8         | Nicolas Roche     | AG2R                    | + 4'02"    |
| 9         | Carlos Sastre     | Cervélo                 | + 4'16"    |
| 10        | Luis León Sánchez | Caisse d'Epargne        | + 5'42"    |
|           |                   |                         |            |
| 19        | Jan Bakelants     | Omega Pharma-Lotto      | + 19'30"   |
| 94        | Niki Terpstra     | Team Milram             | + 2u16'06" |

## Nevenklassementen
| Plaats      | Naam              | Ploeg                   | Punten |
| ----------- | ----------------- | ----------------------- | ------ |
| Groene trui | Mark Cavendish    | Team HTC-Columbia       | 136    |
| 2           | Tyler Farrar      | Team Garmin-Transitions | 104    |
| 3           | Joaquim Rodríguez | Katjoesja               | 93     |
|             |                   |                         |        |
| 5           | Philippe Gilbert  | Omega Pharma-Lotto      | 75     |
| 79          | Niki Terpstra     | Team Milram             | 6      |

| Plaats                | Naam              | Ploeg            | Punten |
| --------------------- | ----------------- | ---------------- | ------ |
| Bolletjestrui (blauw) | David Moncoutié   | Cofidis          | 48     |
| 2                     | Serafín Martínez  | Xacobeo-Galicia  | 38     |
| 3                     | Luis León Sánchez | Caisse d'Epargne | 25     |
|                       |                   |                  |        |
| 9                     | Niki Terpstra     | Team Milram      | 14     |
| 16                    | Kevin De Weert    | Quick-Step       | 10     |

| Plaats     | Naam              | Ploeg              | Punten |
| ---------- | ----------------- | ------------------ | ------ |
| Witte trui | Joaquim Rodríguez | Katjoesja          | 14     |
| 2          | Vincenzo Nibali   | Liquigas           | 16     |
| 3          | Ezequiel Mosquera | Xacobeo-Galicia    | 16     |
|            |                   |                    |        |
| 12         | Philippe Gilbert  | Omega Pharma-Lotto | 81     |
| 40         | Niki Terpstra     | Team Milram        | 182    |

| Plaats | Ploeg            | Tijd       |
| ------ | ---------------- | ---------- |
|        | Katjoesja        | 224u06'51" |
| 2      | Caisse d'Epargne | + 0'16"    |
| 3      | Xacobeo-Galicia  | + 11'41"   |

## Opgaves
- David Zabriskie (Team Garmin-Transitions) - Niet gestart

1e etappe ·
2e etappe ·
3e etappe ·
4e etappe ·
5e etappe ·
6e etappe ·
7e etappe ·
8e etappe ·
9e etappe ·
10e etappe ·
11e etappe ·
12e etappe ·
13e etappe ·
14e etappe ·
15e etappe ·
16e etappe ·
17e etappe ·
18e etappe ·
19e etappe ·
20e etappe ·
21e etappe
Startlijst · Eindstanden · Afbeeldingen